# Xu Lai
Xu Lai (徐来, 1909 - 4 avril 1973) est une actrice chinoise qui fut espionne durant la Seconde Guerre mondiale. Surnommée la « Beauté standard », sa carrière d'actrice ne dure que trois ans car elle quitte ce milieu après le suicide de la grande vedette de l'époque Ruan Lingyu en 1935. Son premier mari est Li Jinhui, le « Père de la musique pop chinoise ».
Durant la seconde guerre sino-japonaise, Xu et son second mari, le lieutenant-général Tang Shengming, travaillent officiellement pour le régime fantoche de Nankin pro-japonais, mais sont secrètement espions au service de la République de Chine basée à Chongqing.
Après la victoire communiste de 1949, Xu et Tang rejoignent la nouvelle République populaire de Chine mais sont durement persécutés durant la révolution culturelle. Xu Lai meurt en prison en 1973 mais son mari lui survit et meurt en 1987.

## Biographie

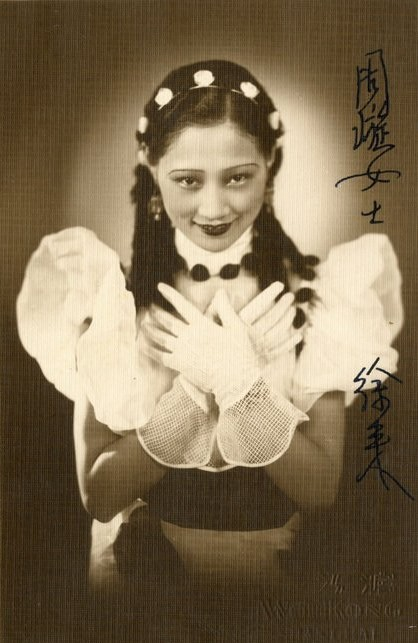
Photo signée de Xu Lai pour Zhou Xuan, jeune actrice de la troupe de la Lune brillante.

Xu Lai est née en 1909 dans une famille pauvre de Shanghai. Son nom de naissance est Xu Xiaomei et elle est également appelée Xu Jiefeng. Elle commence à travailler à 13 ans pour une usine britannique d’œufs à Zhabei, mais retourne plus tard à l'école une fois que la situation financière de sa famille se soit améliorée.
En 1927, Xu entre à l'école de Chant et de Danse de Chine dirigée Li Jinhui. Elle rejoint également la troupe de la Lune brillante (en) de Li et fait des tournées dans les villes chinoises et en Asie du Sud-Est,. Elle épouse Li, de 18 ans son aîné, en 1930, et donne naissance à une fille nommée Xiaofeng:73.

### Carrière au cinéma

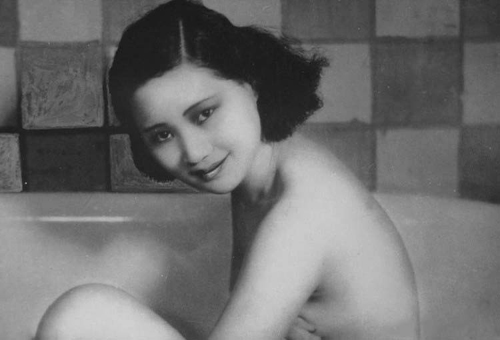
Xu Lai dans Restes de printemps (1933), probablement la première scène de bain féminine du cinéma chinois.

En 1932, Xu Lai est recrutée par Zhou Jianyun, l'un des fondateurs de la société cinématographique Mingxing, pour rejoindre le studio. Elle devient célèbre en jouant dans le film muet Restes de printemps en 1933, dans lequel elle apparaît dans ce qui probablement la première scène de bain féminine de l'histoire du cinéma chinois. Plus tard dans l'année, elle joue dans Une Plume sur le mont Tai. En 1934, elle joue dans les films patriotiques populaires de Cheng Bugao (en), Romance au mont Hua et En route pour le Nord-Ouest,.
Xu Lai, avec Wang Renmei et Li Lili, ses anciennes partenaires de la troupe de la Lune brillante, sont les premières vedettes à interpréter les rôles de « filles de campagne » séduisantes qui deviendront l'un des archétypes les plus populaires du cinéma chinois, puis plus tard du cinéma hongkongais.

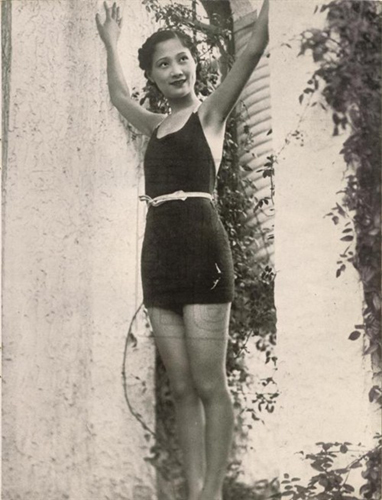

Xu devient connue sous le surnom de la « Beauté standard », et une cérémonie est tenue pour la couronner « Reine de beauté d'Extrême-orient ». L'association des femmes chinoises de Shanghai désapprouve fortement son « couronnement » car elle « choque le public en exhibant sa nudité », en référence à sa scène de bain,.
Le suicide de l'actrice Ruan Lingyu en 1935, qui provoque le suicide de trois autres femmes durant la longue procession funéraire de 5 km, a un fort impact sur Xu Lai. Elle quitte le métier d'actrice après son dernier film La Fille du batelier de Shen Xiling (en) qui est un grand succès et est considéré comme son meilleur film.
La mort brutale de sa fille Xiaofeng, également en 1935, provoque son divorce avec Li Jinhui en novembre. C'est une séparation houleuse et Li réclame le remboursement de l'argent qu'il a dépensé pour sa formation d'actrice.

### Espionne pour la résistance anti-japonaise

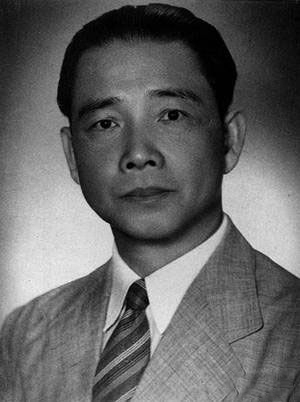
Tang Shengming, le second mari de Xu Lai.

En 1936, Xu Lai épouse Tang Shengming, un lieutenant-général du Kuomintang issu d'une importante famille du Hunan. Il est un homme à femme connu et proche ami de Dai Li, chef du bureau d'investigation et de statistiques (en) (Juntong), les services secrets de la République de Chine. L'assistante de Xu, Zhang Suzhen, espion du Juntong, devient la concubine de Tang, et les journaux de Shanghai rapportent des histoires salaces des trois partageant le même lit. Tang s'arrange pour que Xu Lai présente Dai Li à la « Reine du cinéma » Hu Die, qui devient plus tard la maîtresse du chef du renseignement.
Un an après son mariage, la seconde guerre sino-japonaise éclate. L'armée impériale japonaise attaque Shanghai en août 1937, et la capitale Nankin en décembre. Le frère de Tang, le général Tang Shengzhi, est le commandant-en-chef de la défense de Nankin, qui se conclut par le massacre de Nankin. Tang Shengming, de son côté, est le vice-commandant de Changsha et commandant-en-chef de Changde, deux villes de la province du Hunan.

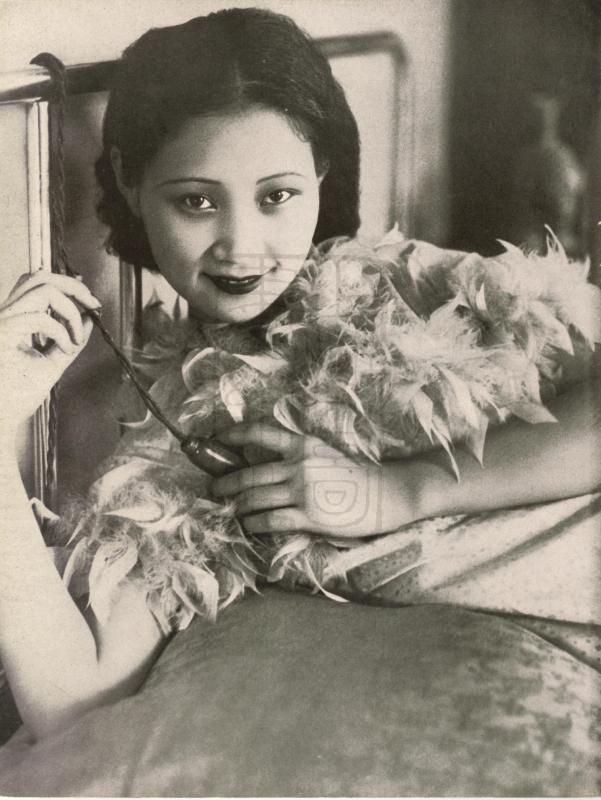

En 1940, Tang Shengming se rend aux Japonais et est recruté pour servir le gouvernement national réorganisé de la République de Chine, régime de Wang Jingwei, un gouvernement fantoche établi par le Japon dans le Nankin occupé. Tang est nommé commandant de la sécurité publique de la province du Jiangsu:390, tandis que Xu mène une vie de bourgeoise et devient ami avec les femmes de Wang Jingwei, Chen Gongbo, et Zhou Fohai, les chefs du régime collaborationniste. Ils sont tous condamnés pour traîtrise (hanjian), et Tang Shengzhi renonce publiquement à toute association avec son frère et sa belle-sœur.
Après la défaite japonaise de 1945, le Kuomintang révèle que Tang Shengming et Xu Lai avaient été envoyés par Dai Li pour servir d'espions dans le régime de Wang Jingwei. Le couple a pris de grands risques pour obtenir des renseignements sur les espions japonais et les mouvements de troupes et les transmettre à la résistance. Xu Lai avait notamment découvert l'identité d'un espion japonais tandis qu'elle jouait au mahjong avec la femme de Zhou Fohai, et délivrait personnellement les messages aux agents chinois de Shanghai durant les situations d'urgence.

### République populaire de Chine
Après la victoire communiste de 1949, Xu Lai quitte Shanghai pour se réfugier dans la colonie britannique de Hong Kong tandis que Tang Shengming se rend à Changsha pour rejoindre le gouverneur du Hunan, Cheng Qian, et rallier les communistes. Son frère, Tang Shengzhi, les rejoint également. En 1950, Tang Shengming est nommé vice-commandant du 21e groupe d'armées de l'armée populaire de libération et combat le Kuomintang au Guangdong et au Guangxi.
En 1956, Tang est nommé au conseil des affaires de l'État de la République populaire de Chine, et Xu Lai s'installe à Pékin avec son mari.
Durant la révolution culturelle de 1966, la femme de Mao, Jiang Qing, autrefois petite actrice à Shanghai dans les années 1930, commence à persécuter beaucoup de ses anciens collègues de son passé « bourgeois »,:81. Xu Lai et son ami sont emprisonnés sur des accusations criminelles sans fondements. Le 4 avril 1973:374, Xu meurt en prison après des années de torture et de maltraitance, à l'âge de 64 ans,:81. Tang survit à cette période difficile et vit jusqu'en 1987.